# Novoixàkhtinski
Novoixàkhtinski (en rus: Новошахтинский) és un poble (possiólok) del krai de Primórie, a l'Extrem Orient de Rússia, que en el cens del 2010 tenia 6.584 habitants.